# 財政投融資
財政投融資（ざいせいとうゆうし）とは、財政投融資特別会計国債（財投債）の発行など日本国政府の信用に基づいて調達した資金を財源として、政府が特殊法人等の財投機関に対して有償資金を供給し、財投機関はそれを原資として事業を行い、その事業からの回収金等によって資金を返済するという金融的手法により行われる投資及び融資の活動である。

## 概要
財政投融資の特徴としては、次の各点が挙げられる。
1. 「国の信用等に基づき調達した資金」による特徴
  1. 民間では供給できない長期・固定の資金の供給
  2. 財投債（国債）の発行により最も有利な条件で資金調達を行うことによる低利資金の供給
2. 「有償資金の活用」による特徴
  1. 租税負担を伴わない政策手段
  2. 渡し切りの補助金等と異なる自助努力の促進
  3. 受益者負担の実現
  4. 事業による便益が現在から将来にわたり発現する場合に将来の受益者に負担を求めることが可能

財政投融資は、一般会計予算などと同様に国会の議決を受けている。具体的には、財政融資、産業投資、政府保証という原資ごとに、それぞれ、特別会計予算総則、財政投融資特別会計投資勘定予算、一般会計予算総則という形式で、国会の議決を受ける。
また、財政融資、産業投資、政府保証による資金供給の予定額について、個別の財投機関ごとに一覧表にした「財政投融資計画」については、毎年度の予算編成に合わせて策定され、法律に基づき国会に提出されている（特別会計予算書の添付資料）。

## 沿革
民間からの資金供給にそぐわないが公共性があり、採算が見込まれる事業に対して、国民の預金を預託して運用するというシステムが出来上がったのは、早くも郵便貯金誕生3年後の明治11年（1878年）のことであった。郵便貯金は大蔵省預金部の運用資金として地方債や特殊銀行の金融債などで運用され、産業資金として活用された。
戦後はドッジ・ラインによる均衡財政下で長期産業資金として日本国政府、地方公共団体、特殊銀行で運用された。1953年からは財政投融資計画として予算とともに国会に提出されるようになり、郵便貯金、厚生年金及び国民年金の積立金から預託を受け、「大蔵省資金運用部資金」として日本国政府、特殊法人、地方公共団体への融資・運用が行われるようになった。その後、財政投融資は年々その規模を拡大し、「第二の予算」として景気調節、資源再配分の役割を担ってきた。
しかし、次第に特殊法人の経営の不透明さや、官僚の天下り先となっている点が批判の対象となっていた。例えばアセット・ライアビリティ・マネジメントが導入されていない「どんぶり勘定」であったため、巨大な金利リスクが存在した。高金利の郵便貯金から預託された資金を（入口）、低利で住宅金融公庫に融資し（出口）それによって公庫は市中より低い金利で国民に融資し、貸出期限が来たら郵貯に返済していたが、これら利率の逆ざやについては、一般会計が金利補填をしなければならなかった。
財投の資金預託入り口は、郵便貯金・簡易保険・国民年金および厚生年金資金の三つで成り立っていた。そのうち年金は第2次橋本内閣にて、公的年金流用問題を受けて財投への預託義務廃止が打ち出された。そして、1999年度（平成11年度）末に年金福祉事業団を廃止する法律が成立し、2001年（平成13年）3月に廃止された。同年4月1日に同事業団の業務の一部を継承し、年金資金運用基金が設立され、年金積立金の自主運用が開始された。2006年（平成18年）4月1日には、年金積立金管理運用独立行政法人が設立され、同日付で廃止された同基金から年金積立金の管理・運用業務を引き継いだ。
さらに、2001年（平成13年）、「資金運用部資金法等の一部を改正する法律（平成12年法律第99号）」により、資金運用部は廃止され、郵便貯金や簡易保険、公的年金積立金の財投への預託義務も廃止となった。資金運用部に代わるものとしては財政融資資金特別会計が設置され、市場での財投債発行を主たる原資とする財政融資資金による融資が行われることとなった。この改正以降、特殊法人等の財投機関は、財投機関債の発行や日本国政府の財投債の発行によって、市場から調達された資金により、融資を受け経営を行うこととなり、経営の健全性が求められることとなった。

## 概算
平成20年度の「財政投融資計画」によれば、財政融資に9兆4000億円、産業投資に1000億円、政府保証に4兆4000億円、合計13兆9000億円となっている。
| 歳入               | 歳入  | 歳出             | 歳出  |
| ------------------ | ----- | ---------------- | ----- |
| 財政投融資資金     | 37200 | 国債等の買入     | 10900 |
| うち財投債         | 11200 | 国の七特別会計   | 4150  |
| 産業投資特別会計   | 300   | 政府系金融機関   |       |
| 政府保障           | 3100  | 住宅金融公庫     | 5290  |
| 簡易保険資金       | 3600  | 公営企業金融公庫 | 1700  |
|                    |       | 日本政策投資銀行 | 1230  |
| 国際協力銀行       | 1170  |                  |       |
| 国民生活金融公庫   | 820   |                  |       |
| 独法など           |       |                  |       |
| 日本道路公団       | 2154  |                  |       |
| 首都高速道路公団   | 411   |                  |       |
| 阪神高速道路公団   | 338   |                  |       |
| 本州四国連絡橋公団 | 78    |                  |       |
| 都市再生機構       | 1456  |                  |       |
| 石油公団           | 5     |                  |       |
| 営団地下鉄         | 31    |                  |       |
| 成田国際空港       | 19    |                  |       |
| 中部国際空港       | 22    |                  |       |
| 電源開発           | 78    |                  |       |
| 関西国際空港       | 48    |                  |       |
| 地方公共団体       | 9401  |                  |       |

## 財投機関
主な財投機関は以下の通り。
- 沖縄振興開発金融公庫
- 株式会社日本政策金融公庫
- 独立行政法人国際協力機構
- 日本私立学校振興・共済事業団
- 国立研究開発法人森林研究・整備機構
- 国立研究開発法人国立がん研究センター
- 国立研究開発法人国立循環器病研究センター
- 国立研究開発法人国立成育医療研究センター
- 国立研究開発法人国立長寿医療研究センター
- 独立行政法人福祉医療機構
- 独立行政法人鉄道建設・運輸施設整備支援機構
- 独立行政法人日本高速道路保有・債務返済機構
- 独立行政法人水資源機構
- 独立行政法人石油天然ガス・金属鉱物資源機構
- 独立行政法人日本学生支援機構
- 独立行政法人大学改革支援・学位授与機構
- 独立行政法人国立病院機構
- 独立行政法人都市再生機構
- 独立行政法人住宅金融支援機構
- 株式会社日本政策投資銀行
- 株式会社商工組合中央金庫
- 地方公共団体金融機構
- 株式会社農林漁業成長産業化支援機構
- 一般財団法人民間都市開発推進機構
- 株式会社海外需要開拓支援機構
- 株式会社海外交通・都市開発事業支援機構
- 株式会社海外通信・放送・郵便事業支援機構